# Gənclik (métro de Bakou)
Gənclik est une station de métro azerbaïdjanaise de la ligne 1 du métro de Bakou. Elle est située à l'angle de l'avenue Ataturk et de la rue F.Khoyski dans la ville de Bakou. Elle dessert notamment le stade Tofig Bakhramov et le Zoopark.
Elle est mise en service en 1967.
Exploitée par Bakı Metropoliteni, elle est desservie chaque jour entre 6 heures et minuit.

## Situation sur le réseau
Établie en souterrain, la station Gənclik est située sur la ligne 2 du métro de Bakou, entre les stations 28 May, en direction de İçərişəhər, et Nəriman Nərimanov en direction de Həzi Aslanov.

## Histoire
La station « Gənclik » est mise en service le 25 novembre 1967, lors de l'ouverture à l'exploitation de la première section du métro, longue de 6,5 kilomètres, de « Baki Soveti » (renommée depuis İçərişəhər) à Nəriman Nərimanov. Elle est réalisée par l'architecte K.I. Senchikhin.

## Service des voyageurs

### Accueil
La bouche principale est située à l'angle de l'avenue Ataturk et de la rue  F.Khoyski., un passage souterrain permet un accès plus proche du stade.

### Desserte
Gənclik est desservie quotidiennement par les rames qui circulent sur la ligne entre 6 heures et minuit.

### Intermodalité
À proximité un arrêt de bus est desservi par les lignes 10, 26, 27, 33, 67, 199, 202 et 211.